# ذي حصين (السبرة)

تعديل مصدري - تعديل

ذي حصين محلة تابعة لقرية غضار، التابعة لعزلة عينان بمديرية السبرة إحدى مديريات محافظة إب في الجمهورية اليمنية.، بلغ تعداد سكانها 20 حسب تعداد اليمن لعام 2004.